# 大和町 (台北市)
大和町（やまとちょう）は、日本統治時代の台湾に存在した台北州台北市の町丁。大和町一丁目から大和町四丁目までで構成された。人口は1,502人、世帯数は290世帯（1935年10月1日現在）。

## 地理
おおむね現在の台北市中正区の中央に位置する。台北城が中心にあり、金融機関や政治機関が並んでいる。現在の延平南路、中華路、開封街一段、漢口街一段、武昌街一段が大和町に含まれる。延平南路は日本統治時代に「大和町通り」という名であった。

## 歴史

### 年表
- 1922年（大正11年）4月1日 - 町名改正（中国語版）が実施され、大和町一丁目・大和町二丁目・大和町三丁目・大和町四丁目が誕生する。
- 1937年（昭和12年）10月1日 - 従来の西部標準時（グリニッジ標準時+8）が廃止され、日本標準時（グリニッジ標準時+9）に変更される[3]。
- 1945年（昭和20年）10月25日 - 日本が中華民国に降伏（台湾光復）したことにより、日本の町丁として事実上廃止される。同時に台湾省行政長官公署下の臺北市（中国語版）が成立し、同市の町名となる。
- 1946年（民国35年）
  - 月日不明 - 「臺灣省各縣市街道名稱改正辦法」により町名の改称が行われ撫台段となり、大和町が廃止される[4][5]。
  - 2月8日 - 台北市が城中区を設置し、光復里と撫台里（現在の光復里）に再編成される[6][7]。

### 町名の変遷
町名の変遷は以下の通りとなる。
| 実施後 | 実施年月日   | 実施前（各町名ともその一部） | 実施前（各町名ともその一部） |
| ------ | ------------ | ---------------------------- | ---------------------------- |
| 大和町 | 1922年4月1日 | 台北城内                     | 北門街                       |
| 大和町 | 1922年4月1日 | 台北城内                     | 撫台街                       |
| 大和町 | 1922年4月1日 | 台北城内                     | 西門街                       |
| 大和町 | 1922年4月1日 | 台北城内                     | 石坊街                       |

## 施設

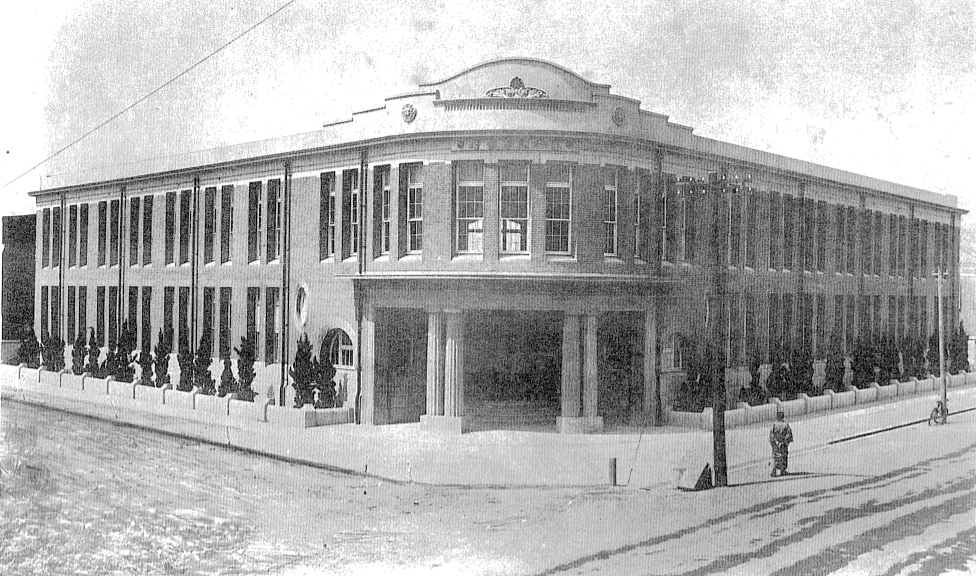
台北南警察署

### 公共
- 台北公会堂（大和町一丁目）
- 台北南警察署（中国語版）（大和町一丁目3）
- 私立成淵学校（大和町二丁目2）

### 企業
- 台湾商工銀行（大和町四丁目1）